# Мілка Планинць
Мілка Планинць (уродж. Малада ;pronounced [mîːlka plǎnint͡s]; 21 листопада 1924 — 7 жовтня 2010) — хорватський комуністичний політик, прем'єр-міністр Югославії з 1982 по 1986 рік. Вона була першою і єдиною жінкою на цій посаді. Планинць також була першою жінкою-главою уряду дипломатично визнаної соціалістичної держави в Європі.

## Біографія
Планинць народилася як Мілка Малада в змішаній етнічно хорватській та етнічно сербській сім'ї в Житничі, невеликому селі поблизу Дрніша (Далмація) в сучасній Хорватії. Вона відвідувала школу, поки початок Другої світової війни не перервав її навчання.  Вона приєдналася до Комуністичної спілки молоді в 1941 році, що стало ключовим роком у житті Планинць і для її країни. Нацистська Німеччина напала на Югославію і розділила країну між німецькою, італійською, угорською та болгарською окупаційними владами. Невдовзі сформувався рух опору, відомий як партизани, який очолив маршал Йосип Броз Тіто.  Планинць із нетерпінням чекала дня, коли вона стане достатньо дорослою, щоб приєднатися до антифашистської Ради національного визволення Югославії.
У 19 років Планинць приєдналася до партизанів і став надзвичайно відданим Тіто. У 1944 році вступила до Комуністичної партії Югославії. Вона стала окружним комісаром 11-ї Далматинської ударної бригади, завданням якої було навчати партійних принципів і політики та забезпечувати лояльність до партії. Планинць багато років працювала на партизанів і Комуністичну партію, а коли вони отримали контроль над усім регіоном, вона вступила до Вищої школи адміністрації в Загребі, щоб продовжити навчання. Партизанський командир Сімо Дубаїч, сам звинувачений у воєнних злочинах, пізніше заявив, що Планинць була причетна до післявоєнної різанини в Кочевському Розі. Планинць відкинула звинувачення Дубаїча, назвавши їх політичними спекуляціями. Вона особисто виступала за те, щоб ці злочини були розслідувані судово та науково опрацьовані.
У 1950 році вона вийшла заміж за інженера Звонка Планинця.У пари народилися син і дочка.

### Політична кар'єра
Планинць почала працювати у Союзі комуністів Хорватії як на основній роботі. Вона спеціалізувалася на освіті, агітації та пропаганді, а в 1959 році була обрана до хорватського ЦК виконавчого органу.
Обіймаючи різні посади в Загребі, як секретар Народної скупщини Трешнєвки в 1957 році, а потім секретар у справах культури міста Загреб у 1961 році, вона стала секретарем комітету Союзу комуністів міста Загреб і секретарем освіти Соціалістичної Республіки Хорватія в 1963 році, на якій вона залишалася до 1965 року.
Більше партійне визнання прийшло в 1966 році, коли її обрали до президії Союзу комуністів Хорватії (СКЮ), а потім до виконавчого комітету СКЮ у 1968 році. У тих роках була й головою Скупщини Соціалістичної Республіки Хорватія.
Після подій Хорватської весни керівництво СКЮ було усунено, а Планинць стала головою ЦК у 1971 році. Вона ухвалила рішення заарештувати Франьо Туджмана, Марка Веселицю, Дражена Будішу, Шиме Джодана та Владо Готоваца серед інших, які брали участь у Хорватській весні. Вона залишалася лідером Союзу комуністів Хорватії до 1982 року.
Коли Тіто помер у 1980 році, він залишив план ротації восьми лідерів, по черзі з кожної федеральної одиниці. 29 квітня 1982 року Федеральна конференція Соціалістичного союзу трудящих Югославії затвердила список міністрів, поданий Планинць, а 15 травня 1982 року спільна сесія двох палат Народної скупщини призначила її головою Союзної виконавчої ради; таким чином вона стала прем'єр-міністром. Вона стала першою жінкою, яка зайняла такий високий пост за 64-річну історію країни. Планинць очолила новий урядовий орган Союзний виконавчий комітет, який складався з 29 членів. Усі члени цього комітету були новими, за винятком п'яти, які були членами старого комітету.
Вона обіймала посаду голови Союзної виконавчої ради (прем'єр-міністра) Югославії (посада еквівалентна прем'єр-міністру) між 1982 і 1986 роками. Її мандат на посаді прем'єр-міністра запам'ятався тим часом, коли уряд нарешті вирішив урегулювати зовнішній борг СФР Югославії та почати його повертати. Щоб отримати необхідні кошти, її кабмін кілька років уводив обмежувальні економічні заходи.
Конституція 1974 року залишила центральному уряду дуже мало повноважень, оскільки влада була поділена на окремі республіки. Планинць намагалася переорієнтувати центральний уряд і вступити в міжнародні альянси, відвідавши Великобританію, Сполучені Штати та Москву. Хоча її візити до Вашингтона дали їй обіцянки економічної підтримки, її візит до Москви можна було описати фразою «нічого не втрачено і нічого не отримано».
Планинць запропонувала свою відставку в жовтні 1985 року, але вона не була прийнята.12 лютого 1986 року уряд Планинць подав до Міжнародного валютного фонду запит на поглиблене спостереження. Заявку задовольнили через місяць. Термін її повноважень закінчився в травні 1986 року, і незабаром вона стала членом Центрального комітету СКЮ.